# You Don't Know
You Don't Know è un singolo del rapper Eminem, pubblicato il 7 novembre 2006 come primo estratto dalla raccolta Eminem Presents the Re-Up.
Il 28 febbraio 2018, la RIAA lo certifica singolo di platino per il milione di unità distribuite nel mercato statunitense.

## Il brano
Il brano vanta la collaborazione di 50 Cent, Lloyd Banks e Tony Yayo della G-Unit, e Ca$his. Il brano parla della relazione tra la G-Unit e la Shady Records.

## Videoclip
Il video è apparso su MTV e sul programma BET 106 & Park, il 7 novembre 2006. Ha raggiunto il primo posto nella classifica di Total Request Live. Tony Yayo, Young Buck, i D12 e alcuni rapper della Shady Records vi appaiono per alcuni minuti.
Il video è ambientato in una finta prigione all'aperto, dove i quattro rapper si presentano come criminali pericolosi. Indossano tutti abiti da detenuto, e sono coperti con catene e risvolti.
Vi sono anche riferimenti al film Il silenzio degli innocenti con Eminem trattenuto da carrello e museruola come Hannibal Lecter. Il rapper imita anche le movenze di Lecter dinanzi alla detective Clarice Starling, quando all'inizio del video è visitato in una cella da un'investigatrice simile alla Starling. La scena con 50 Cent s'ispira invece a Con Air, con lui che è trasportato in un aereo carcerario di massima sicurezza come i personaggi del film.

## Accoglienza
“You Don't Know” ha raggiunto il primo posto in classifica tra i singoli hip hop/rap e il sesto di quella generale, su iTunes Store. Inoltre ha debuttato al numero 12 della Billboard Hot 100, debutto più di successo su questa classifica per Eminem, 50 Cent, Lloyd Banks e Ca$his (per quest’ultimo è anche la prima canzone ad essere arrivata nella Billboard Hot 100).

## Posizioni in classifica
| Classifica (2006)      | Risultati |
| ---------------------- | --------- |
| U.S. Billboard Hot 100 | 12        |
| U.S. Hot Digital Songs | 7         |
| U.S. Pop 100           | 16        |
| Chile Top 100 Airplay  | 70        |
| Irish Singles Chart    | 5         |
| Latvian Airplay Top    | 37        |
| UK Singles Chart*      | 32        |
| UK Download Chart      | 4         |

*“You Don't Know” è stato pubblicato come singolo in Gran Bretagna l’11 dicembre 2006, con un adesivo allegato. Per questo motivo all’inizio non è stata qualificata dalle classifiche britanniche, secondo le cui regole un singolo non può entrare in classifica se il disco contiene un adesivo. Nel 2007 queste regole sono state modificate e “You Don't Know” ha potuto entrare in classifica, anche se con meno fortuna rispetto agli altri singoli di Eminem.